# Ютелите, Йовита
Йовита Ютелите (лит. Jovita Jutelytė; род. 9 марта 1971, Кедайняй) — литовская баскетболистка, выступавшая в амплуа тяжелого форварда. Чемпионка Европы 1997, награждена Орденом Великого князя Литовского Гядиминаса.

## Биография
Выпускница спортивной школы города Кедайняй. Первые шаги в профессиональном баскетболе сделала в вильнюсском «Летувос Телекомас». В 1995 году выступала за национальную сборную Литвы на чемпионате Европы в Чехии, где в свои 24 года (3-я по возрасту), была одним из лидеров команды. Сыграв все 9 матчей на турнире, имела следующие результаты: 19,4 минуты (5-й показатель в команде), 8,4 очка (4-й показатель), 4,6 подбора (2-й показатель).
В 1997 году снова выступила в составе сборной на чемпионате Европы в Венгрии, где стала одним из творцов триумфальной победы литовской команды. Сыграла во всех матчах чемпионата: 22 минуты в среднем проводила на площадке, набрала 10,5 очка, сделав 4,6 подбора. Весомый вклад в копилку победы сборной она сделала в полуфинальной игре со сборной Германией — за 27 минут набрала 12 очков и сделала 10 подборов.
С 2001 года вплоть до окончания карьеры выступала за каунасский «Лайсве».

## Достижения
- Чемпион Европы: 1997
- Серебряный призёр чемпионата Литвы: 2008
- Бронзовый призёр чемпионата Литвы: 2004, 2005, 2006, 2007
- Серебряный призёр Балтийской лиги: 2005